# Фромберг (Монтана)
Фромберг (англ. Fromberg) — місто (англ. town) в США, в окрузі Карбон штату Монтана. Населення — 392 особи (2020).

## Географія
Фромберг розташований за координатами 45°23′30″ пн. ш. 108°54′23″ зх. д. / 45.39167° пн. ш. 108.90639° зх. д. (45.391756, -108.906475).  За даними Бюро перепису населення США в 2010 році місто мало площу 1,25 км², уся площа — суходіл. В 2017 році площа становила 1,16 км², з яких 1,15 км² — суходіл та 0,01 км² — водойми.

### Клімат
| Клімат : Фромберг     | Клімат : Фромберг | Клімат : Фромберг | Клімат : Фромберг | Клімат : Фромберг | Клімат : Фромберг | Клімат : Фромберг | Клімат : Фромберг | Клімат : Фромберг | Клімат : Фромберг | Клімат : Фромберг | Клімат : Фромберг | Клімат : Фромберг | Клімат : Фромберг |
| Показник              | Січ.              | Лют.              | Бер.              | Квіт.             | Трав.             | Черв.             | Лип.              | Серп.             | Вер.              | Жовт.             | Лист.             | Груд.             | Рік               |
| Середній максимум, °C | 1,1               | 4,4               | 9,4               | 15,6              | 21,1              | 26,1              | 31,1              | 30,6              | 23,9              | 17,2              | 8,3               | 2,8               | 16,1              |
| Середній мінімум, °C  | −11,1             | −8,9              | −5                | 0,0               | 4,4               | 8,9               | 11,7              | 10,6              | 5,6               | 0,6               | −5                | −9,4              | 0,0               |
| Норма опадів, мм      | 13                | 10                | 18                | 36                | 48                | 46                | 20                | 18                | 33                | 28                | 15                | 10                | 292               |
| --------------------- | ----------------- | ----------------- | ----------------- | ----------------- | ----------------- | ----------------- | ----------------- | ----------------- | ----------------- | ----------------- | ----------------- | ----------------- | ----------------- |
| Джерело: Weatherbase  |                   |                   |                   |                   |                   |                   |                   |                   |                   |                   |                   |                   |                   |

## Демографія
Згідно з переписом 2010 року, у місті мешкало 438 осіб у 189 домогосподарствах у складі 128 родин. Густота населення становила 351 особа/км².  Було 211 помешкання (169/км²).
Расовий склад населення:
| - 97,3 % — білих - 0,7 % — корінних американців - 1,6 % — осіб інших рас |

До двох чи більше рас належало 0,5 %. Частка іспаномовних становила 5,3 % від усіх жителів.
За віковим діапазоном населення розподілялося таким чином: 21,2 % — особи молодші 18 років, 57,8 % — особи у віці 18—64 років, 21,0 % — особи у віці 65 років та старші. Медіана віку мешканця становила 47,7 року. На 100 осіб жіночої статі у місті припадало 108,6 чоловіків;  на 100 жінок у віці від 18 років та старших — 101,8 чоловіків також старших 18 років.
Середній дохід на одне домашнє господарство  становив 49 367 доларів США (медіана — 41 250), а середній дохід на одну сім'ю — 58 297 доларів (медіана — 54 750). Медіана доходів становила 51 406 доларів для чоловіків та 32 222 долари для жінок. За межею бідності перебувало 13,0 % осіб, у тому числі 25,3 % дітей у віці до 18 років та 6,6 % осіб у віці 65 років та старших.
Цивільне працевлаштоване населення становило 154 особи. Основні галузі зайнятості: транспорт — 14,3 %, сільське господарство, лісництво, риболовля — 12,3 %, освіта, охорона здоров'я та соціальна допомога — 11,7 %.